# Самбийцы

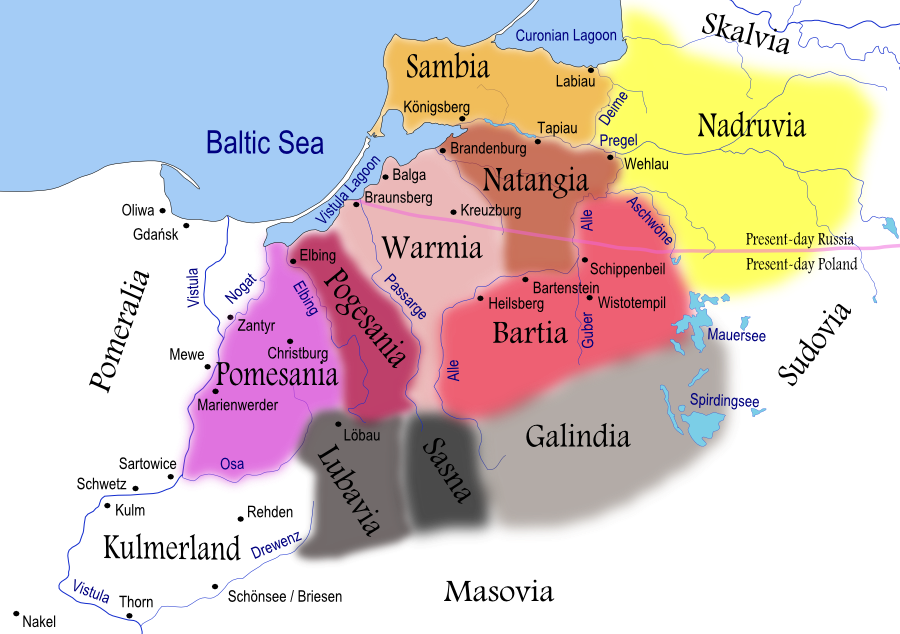
Самбийцы и другие прусские племена в XIII веке

Самбийцы (или самбы) — одно из древнепрусских племён. Населяли Земландский полуостров, к северу от нынешнего Калининграда.

## История
Занятая торговлей янтарём, Самбия была самым богатым и самым густонаселённым регионом Пруссии. Благодаря этому, в данном регионе было найдено множество артефактов бронзового века, включая товары, привезённые из Римской империи. Самбийцы, в отличие от остальных пруссов, не кремировали своих покойников. Они строили над курганами могилы и окружали их кругами из камней. Впервые название «самбийцы» было упомянуто в 1073 г. Адамом Бременским. Самбийцы воевали с данами с середины IX-го до начала XIII-го столетия. Известно, что в Самбии существовало поселение викингов под названием Вискяутен (Wiskiauten), которое процветало около 300 лет. Шведы были с самбийцами в мирных отношениях и поощряли торговлю.
В XIII-м веке у самбийцев появился новый враг — Тевтонский орден. Тевтонцы (немцы) намеревались захватить земли пруссов, а их самих обратить в христианство. Завоевание Самбии было отсрочено Первым прусским восстанием, начавшимся в 1242 г. Формально восстание закончилось в 1249 г. подписанием Дзежгоньского мира, Но мелкие стычки продолжались ещё долгие годы. Только в 1254—1255 гг. Орден смог начать кампанию против самбийцев. В этом походе принял участие король Пржемысл Оттокар II, и в его честь тевтонские рыцари назвали недавно построенный замок Кёнигсбергом. Самбийцы восстали против Ордена вместе с остальными пруссами во время Большого прусского мятежа (1260—1274), но были первыми, кто сдался.
Когда прусские племена предприняли новую попытку восстания в 1276 г., Теодорик, фогт Самбии, убедил самбийцев не присоединяться к мятежу; натанги и вармийцы также последовали примеру самбийцев, и восстание было подавлено в течение года. Самбия была одной из четырёх прусских епархий, остальными были Помезания, Вармия и Хелминская земля, как было установлено папским легатом Вильямом Моденским. В конце XIII-го века самбийцев было всего лишь около 22,000 человек. Самбийцы были ассимилированы немцами позже, чем западные племена, которые были завоёваны раньше.
Как пишет Пётр из Дуйсбурга, Самбия была разделена на пятнадцать территориальных единиц. По-немецки они назывались (с востока на запад): Germau, Medenau, Rinau, Pobeten, Wargen, Rudau, Laptau, Quedenau, Schaaken, Waldau, Caimen, Tapiau, Labiau, Laukischken, и Wehlau.